# 共同運輸会社
共同運輸会社（きょうどううんゆがいしゃ）は、三井財閥などの反三菱財閥勢力が投資しあい、東京風帆船会社・北海道運輸会社・越中風帆船会社の3社が合併して1882年7月に創立された、半官半民の船会社。日本郵船の前身。

## 設立推移
当時、三菱の海運事業「郵便汽船三菱会社」（国有会社であった「日本国郵便蒸気船会社」と三菱商会が合併して設立された）が大規模な値下げ攻勢で勢力を広げ、欧米系の船会社に握られていた日本の航海自主権を取り返したが、一方で日本国内の中小の船会社も追い出されてしまった。独占的な地位を得た郵便汽船三菱会社は、高額な運賃で大きな利益を上げていた。
しかし三菱の独占と専横を快く思わない渋沢栄一や井上馨、品川弥二郎、益田孝、榎本武揚、浅野総一郎らが三菱に対抗できる海運会社の設立を画策、以下の三社が結集して1882年10月に共同運輸会社が発足した。
- 東京風帆船会社（三井家、渋沢栄一[2]、益田孝の肝いりで1880年創業、社長遠武秀行[3]）
- 北海道運輸会社（宮路助三郎と小林重吉が役員を務め、彼らは東京風帆船会社の設立発起人もであった[2]）
- 越中風帆船会社（藤井能三を中心として設立[2]。反三菱勢力として設立されたのではなく三菱の画策によって設立されたもの）

会社は、有事の際の軍事輸送を引き受けることを条件に政府の出資を得ており、社長も伊藤雋吉海軍少将が就任するなど政府色が濃いものとなった。取締役には益田、渋沢、副社長には東京風帆船元社長の遠武が就任し、太平洋郵便汽船会社社員として来日後三井物産社員となったロバート・W・アーウィンが外国人支配人となり、ハワイ国総領事代理も兼任していたアーウィンの自邸に会社が設置された。当地は三井家所有の土地で、遠武からアーウィンに譲渡され、当時ハワイ公使館も同居していた。

## 事業開始
翌1883年1月営業を開始をすると、三菱側が運賃を2割引にして対抗したことから共同運輸側も対抗値引きを実施。以後2年間はダンピング競争による消耗が続いた。また、所要時間については共同運輸側がイギリス製の新鋭船、山城丸などを揃えたことから優位に立っていたが、三菱側が燃料費を度外視し速度を上げたことから、こちらも競合状態となった。やがては出航時間を揃えて同時出航し、優劣を直接競い合うようになり、接触事故を起こすなど安全面においても懸念が示されるようになった。
共同運輸も三菱側も、営業と現場が疲弊し始める。こうした事態を重く見た西郷従道農商務卿が仲介に乗り出し協定を結ばせ、一旦は競争は沈静化したものの、３週間後には協定破りが常態化。共倒れが危惧される事態となった。
1885年、三菱の社長岩崎弥太郎が死去したことを契機に（2月7日）、政府が両者の仲介に乗りだし、共同運輸の社長である伊藤を更迭し、農章省官僚森岡昌純が社長就任。両社を合併させ日本郵船が成立した（10月1日）。新会社の出資比率は共同と三菱で6:5、社長には共同運輸側の森岡が就任するなど、発足当初こそ共同運輸色が濃いものとなったが、やがては三菱系の社員が台頭し、名実ともに共同運輸は消滅することとなった。
なお、後に三井物産の船舶部が独立して三井船舶となり、現在の商船三井になっている。